# Les Pierres Jumelles (Mont-Saint-Éloi)

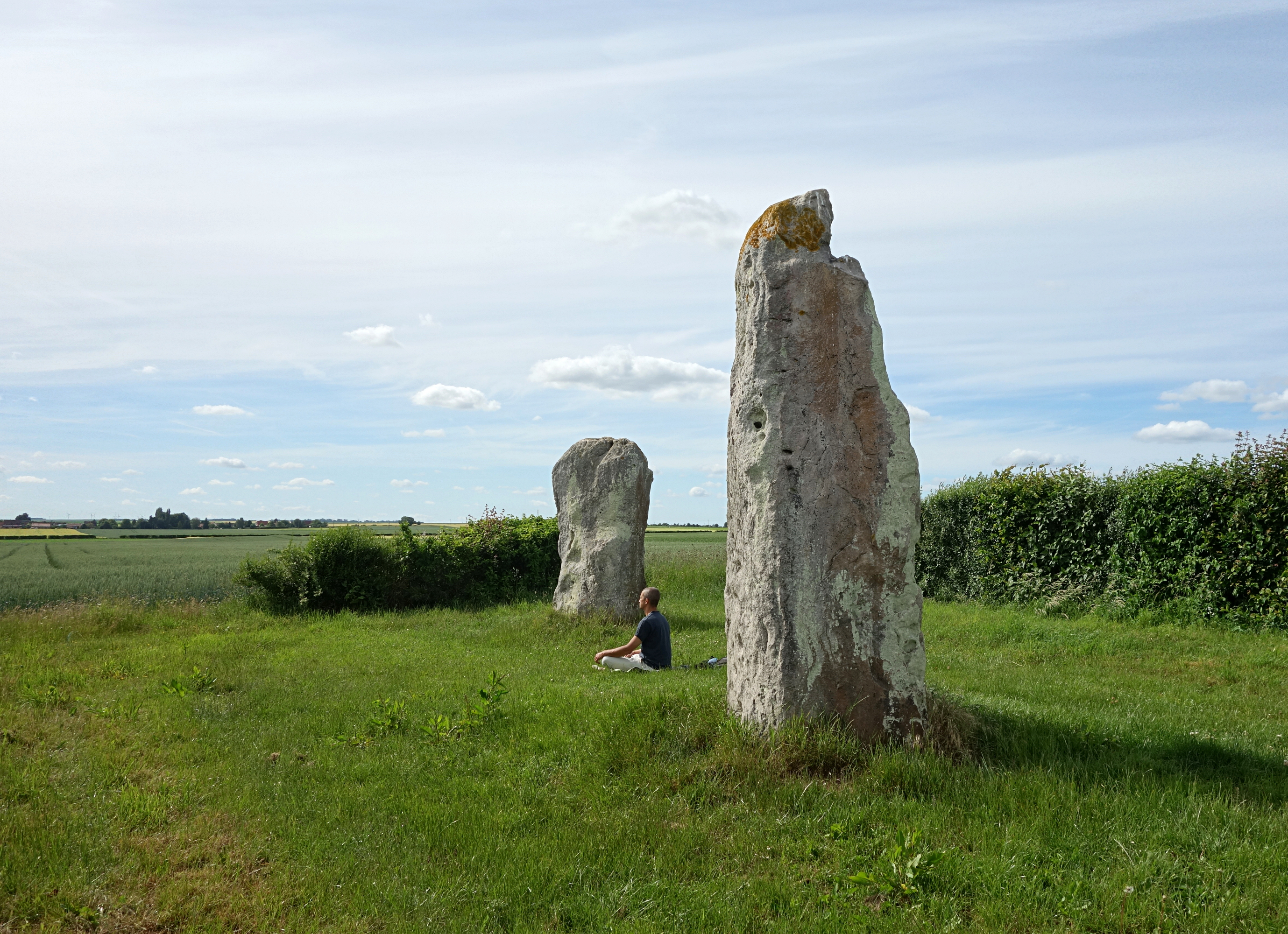
Les Pierres Jumelles

Les Pierres Jumelles (deutsch „die Zwillingssteine“ – auch Pierres du Diable, les Demoiselles, les Pierres d’Acq oder les Demoiselles d’Acq genannt) sind zwei Monolithe in der Nähe des Weilers Écoivres in Mont-Saint-Éloi im Département Pas-de-Calais in Frankreich, mit denen mehrere Legenden verbunden sind. Les Pierres Jumelles sind seit 1889 als Monument historique aufgeführt.
Weitere Steine mit dieser Bezeichnung sind in Frankreich häufig (z. B. in Cambrai). Ähnlich groß sind aber nur die etwa 6,0 m voneinander entfernten, über 4,0 m hohen Les Pierres Jumelles von Olonne-sur-Mer.

## Beschreibung
Die Zwillingssteine bestehen aus zwei etwa 9,0 m voneinander stehenden Steinen aus grobem Sandstein, der kleinere misst etwa 3,0 Meter, der größte ist 3,3 Meter hoch. Sie wiegen etwa acht Tonnen. 
Zweifel bestehen bezüglich des Zeitpunktes ihrer Aufrichtung, entweder in der Jungsteinzeit, dann wären es Menhire, oder zu der Zeit der Karolinger, dann wären es Stelen. Im Jahr 1820 führte der Graf von Brandt-de-Galametz Ausgrabungen durch. Er entdeckte zwischen den Steinen Steinkisten aus rohem Sandstein mit eisernen Waffen. Der Ursprung dieser Gräber scheint karolingerzeitlich und die mündliche Überlieferung stützt dies.

## Legenden
Es gibt mehrere Legenden zur Herkunft dieser Steine, aus denen die verschiedenen Appellationen abgeleitet sind. 

### Die Steine des Teufels
Zwei Legenden schreiben die Anwesenheit der Steine an diesem Ort dem Teufel zu.
Die erste erzählt die Geschichte von Königin Brunehaut (deutsch „Brunehilde“) und dem Bau der gleichnamigen Straße. Brunehaut, die die Straße bauen will, schließt einen Pakt mit dem Teufel: Wenn dieser die Arbeit in einer Nacht, bevor der Hahn kräht, schafft, wird ihm die Seele der Königin gehören. Aber die Königin weckt den Hahn, um den Teufel zu täuschen, vor der Stunde, um ihn zum Krähen zu bringen. Wütend schmeißt der Teufel dann die letzten zwei Steine, die er in Händen hielt. Die Geschichte erinnert daran, dass der Brunehaut-Damm tatsächlich nicht weit von hier verläuft (D 341). Die alte Römerstraße, die Arras über Thérouanne mit Boulogne-sur-Mer verbindet, ist eine geradlinige Route und nach der legendären Königin benannt. 
Die zweite Version erzählt von einem Bauern, der seine Seele dem Teufel versprach, der seinen Hof in einer Nacht aufbauen sollte. Hier weckte die Frau des Bauern den Hahn früher. Der Teufel hätte in seinem Zorn die letzten zwei Steine, die er in der Hand hielt, auf dem Feld liegen lassen. Die Legende erinnert an die des Menhir von Oisy-le-Verger im Département Pas-de-Calais.

### Die Mädchen von Acq
Zwei Mädchen aus Acq, die spät von einem Ball in Villers-au-Bois kamen, wurden bestraft und auf dem Rückweg in Sandsteinstatuen verwandelt. Deshalb werden die Steine auch les Demoiselles d'Acq genannt.

### Balduin I. Eisenarm
Die Chronik der Abtei Mont-Saint-Éloi und mündliche Überlieferungen schreiben die Steine dem geschichtlich überlieferten Balduin I. Eisenarm zu, der die Steine 862 aufgerichtet haben soll, um einem Sieg gegen Karl den Kahlen, König von Frankreich, zu gedenken. Balduin I., Graf von Flandern von 863 bis 879, hatte Judith, die Tochter des Königs, zur Frau genommen und damit den Zorn des Königs ausgelöst. In der Schlacht von Balduin besiegt, gewährt ihm Karl seine Tochter und gründet die Grafschaft Flandern. Die Ausgrabungen des Grafen von Brandt-de-Galametz scheinen, abgesehen davon, dass die Schlacht nie stattfand, die letzte Hypothese zu stützen.